# Aeródromo de San Miguel de Allende
El Aeródromo de San Miguel de Allende (Código ICAO: MX97- Código DGAC: SMA) es un pequeño aeropuerto ubicado en San Miguel de Allende, Guanajuato. Fue construido en 1937 con ayuda y donaciones de entusiastas de la aviación en la ciudad. Actualmente el aeródromo cuenta con una pista asfaltada de 870 metros de largo con 545 metros de umbral desplazado en la cabecera 9 y 100 metros de umbral desplazado en la cabecera 27, lo de le da una longitud total de 1515 metros, así como 20 metros de ancho; cuenta con una plataforma de aviación de 5,450 metros cuadrados. El aeropuerto fue utilizado para vuelos privados hasta que cerró debido a fraude gubernamental y corrupción bajo la administración de Mauricio Trejo. Los planes anunciados para el aeropuerto bajo la administración actual son físicamente imposibles de hacer debido a limitaciones de tamaño de propiedad y consideraciones ambientales.
En marzo de 2017 el secretario de turismo de Guanajuato, Fernando Olivera Rocha anunció que se invertirán 60 millones de pesos para convertir el 
Aeródromo de San Miguel de Allende en un aeropuerto, la pista de aterrizaje se ampliará a 2 mil metros y será de concreto hidráulico, se construirá un edificio con oficinas de migración, aduanas e instalaciones militares. El aeropuerto tendrá una clasificación C3, por lo que podrán aterrizar aeronaves de 48 pasajeros así como pequeños jets. El proyecto ya fue aprobado por la DGAC.

## Accidentes e incidentes
- El 15 de mayo de 2001 una aeronave Cessna 182 Skylane con matrícula XB-TAA que partió del Aeródromo de San Miguel de Allende con destino al Aeropuerto de Zihuatanejo impactó en una zona montañosa cerca de Zumatlán en el municipio de José Azueta, Guerrero, matando a sus dos ocupantes que eran ciudadanos norteamericanos.[4]